# New Kids on the Block
I New Kids on the Block sono un gruppo musicale statunitense che ha iniziato la propria carriera come boy band nel 1984 e tuttora in attività (dopo uno scioglimento durato dal 1995 al 2007).
Il gruppo, se si esclude l'album del ritorno, ha venduto più di 80 milioni di dischi in tutto il mondo. Il gruppo venne creato sul modello della boy band portoricana dei Menudo in una forma più adatta al mercato internazionale occidentale; furono quindi parte della serie di band che hanno spopolato in tutto il mondo negli anni novanta, come per esempio i successivi Take That e i Backstreet Boys.
Il loro nome deriva dalla parola "block" intesa come quartiere.

## Storia

### Prima fase della carriera e il successo
La band fu assemblata in seguito ad alcune audizioni dal produttore Maurice Starr, che voleva ripercorrere il successo già avuto con i New Edition, e la formazione originale non è mai variata: Donnie Wahlberg, Joey McIntyre, Danny Wood e i fratelli Jordan e Jonathan Knight.
Nell'aprile 1986 hanno pubblicato il primo album eponimo, che non riceve molti consensi. Il secondo disco Hangin' Tough esce nel settembre 1988 per la Columbia Records e segna il passaggio dal bubblegum pop allo urban. Il disco inoltre riceve due American Music Award nel gennaio 1990. Dopo un album natalizio, nel giugno 1990 esce Step by Step, che contiene la "title track", una delle canzoni più conosciute della band. Il disco ottiene un successo strepitoso e lancia il gruppo nell'olimpo dei gruppi internazionali.

### Scioglimento
Nel 1994, dopo la fine della collaborazione con Maurice Starr, il gruppo pubblica l'album Face the Music, scritto e prodotto dai cinque ragazzi. Il disco non ha il successo sperato e a questo problema si aggiunge il fatto che Jonathan Knight per problemi di salute non affronta il tour. Il gruppo quindi prima sospende i concerti e poi si scioglie nel giugno del 1994. I diversi componenti intraprendono in qualche modo la carriera solista come cantante o quella di attore.

### Ritorno sulle scene
Nel 2008 i NKOTB si riuniscono ed effettuano il primo concerto assieme dopo quattordici anni. Il concerto si è tenuto al Rockfeller Plaza di New York il 4 aprile 2008, in occasione dell'annuale concerto organizzato dallo show televisivo Today della rete NBC. Dopo essersi riuniti il gruppo firma un contratto con la Interscope Records e pubblicano l'album The Block.
Il primo singolo dopo il ritorno sulle scene come gruppo è Summertime. Segue Single, a cui collabora Ne-Yo.
L'album The Block nel frattempo raggiunge la seconda posizione della Billboard 200 nel settembre 2008.
Nel maggio 2011 pubblicano una raccolta collaborativa con i Backstreet Boys sotto il nome NKOTBSB, dalla sigla dei due gruppi. Si tratta di un album che racchiude cinque successi per ciascun gruppo e due nuove produzioni, rappresentate da All in My Head e Don't Turn Out the Lights, oltre ad un mash up.
I due gruppi tengono un tour insieme che inizia nel maggio 2011.
Nell'aprile 2013 esce un nuovo album dal titolo 10. Il gruppo nel frattempo non cessa la propria attività live e tra il 2008 e il 2013 tiene tantissimi concerti e numerose partecipazioni a festival musicali.
10 debutta al sesto posto della classifica statunitense di vendita. Nel febbraio 2014 il gruppo intraprende un tour in Europa.
Nel 2022 pubblicano assieme alle stelle canore degli anni ottanta Rick Astley, Salt-N-Pepa e En Vogue il singolo "Bring back the time".

## Formazione

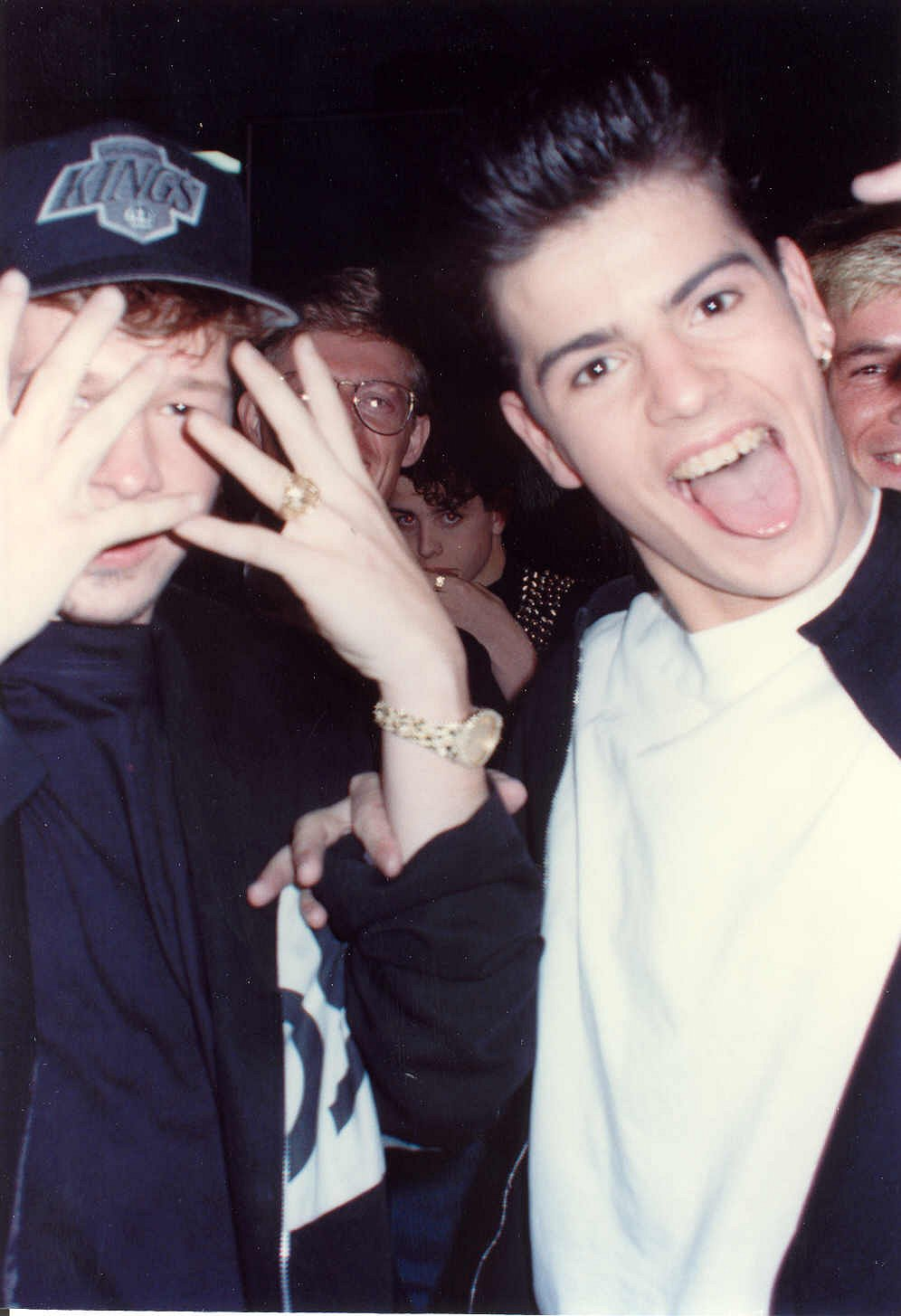
Donnie Wahlberg e Jordan Knight

- Jonathan Knight (29 novembre 1968)
- Jordan Knight (17 maggio 1970)
- Joey McIntyre (31 dicembre 1972)
- Donnie Wahlberg (17 agosto 1969)
- Danny Wood (14 maggio 1969)

## Discografia

### Album studio
- 1986 - New Kids on the Block
- 1988 - Hangin' Tough
- 1990 - Step by Step
- 1994 - Face the Music
- 2008 - The Block
- 2013 - 10
- 2024 - Still Kids

### Raccolte
- 1991 - No More Games/The Remix Album
- 1991 - H.I.T.S.
- 1999 - Greatest Hits
- 2008 - New Kids on the Block: Greatest Hits

### Album collaborativi
- 2011 - NKOTBSB (raccolta, con i Backstreet Boys)

### Singoli
- 1988 "Please Don't Go Girl"
- 1988 "You Got It (The Right Stuff)"
- 1989 "Hangin' Tough"
- 1989 "I'll Be Loving You (Forever)"
- 1989 "Cover Girl"
- 1989 "Didn't I (Blow Your Mind This Time)"
- 1989 "This One's for the Children"
- 1990 "Step by Step"
- 1990 "Tonight"
- 1991 "Games"
- 1991 "Call It What You Want"
- 1992 "If You Go Away"
- 1993 "Dirty Dawg"
- 1994 "Never Let You Go"
- 2008 "Summertime"
- 2008 "Single"
- 2008 "Dirty Dancing"
- 2009 "2 in the Morning"
- 2011 "Don't Turn Out the Lights"
- 2013 "Remix (I Like the)"

### Collaborazioni
- New Kids on the Block feat. Lady Gaga - Big Girl Now – 2008